# アガサ・クリスティー賞
アガサ・クリスティー賞（アガサ・クリスティーしょう）は、株式会社早川書房と公益財団法人早川清文学振興財団が主宰する長編推理小説の公募新人賞。イギリスの推理作家で「ミステリの女王」と呼ばれるアガサ・クリスティー（1890年 - 1976年）の生誕120周年を記念したもので、英国アガサ・クリスティー社の協力のもと、2010年に新設された。
400字詰め原稿用紙換算で400枚から800枚の、日本語で書かれた未発表の推理小説を募集する。受賞者にはアガサ・クリスティーにちなんだ賞牌と、副賞の賞金100万円が与えられる。

## 最終選考委員
- 第1回：北上次郎、若竹七海、（児玉清[注 1]）、小塚麻衣子（ミステリマガジン編集長）
- 第2回 - 第3回：有栖川有栖、北上次郎、鴻巣友季子、小塚麻衣子（ミステリマガジン編集長）
- 第4回 - 第6回：東直己、北上次郎、鴻巣友季子、清水直樹（ミステリマガジン編集長）
- 第7回 - 第9回：北上次郎、鴻巣友季子、藤田宜永、清水直樹（ミステリマガジン編集長）
- 第10回：北上次郎、鴻巣友季子、清水直樹（ミステリマガジン編集長）
- 第11回 - ：北上次郎、鴻巣友季子、法月綸太郎、清水直樹（ミステリマガジン編集長）

## 受賞作
年は受賞作の発表および刊行の年。募集開始はその前年。
| 回（年）         | 賞     | 受賞作                                   | 応募時タイトル           | 著者               | 初刊           | 文庫化等                  |            |
| ---------------- | ------ | ---------------------------------------- | ------------------------ | ------------------ | -------------- | ------------------------- | ---------- |
| 第1回（2011年）  |        | 黒猫の遊歩あるいは美学講義               |                          | 森晶麿             | 2011年10月     | 2013年9月 ハヤカワ文庫JA  |            |
| 第2回（2012年）  |        | カンパニュラの銀翼                       |                          | 中里友香           | 2012年10月     | 2015年9月 ハヤカワ文庫JA  |            |
| 第3回（2013年）  |        | 致死量未満の殺人                         | コンダクターを撃て       | 三沢陽一           | 2013年10月     | 2015年9月 ハヤカワ文庫JA  |            |
| 第4回（2014年）  |        | しだれ桜恋心中                           | 傀儡呪                   | 松浦千恵美         | 2014年10月     |                           |            |
| 第5回（2015年）  |        | うそつき、うそつき                       |                          | 清水杜氏彦         | 2015年11月     | 2017年10月 ハヤカワ文庫JA |            |
| 第6回（2016年）  | 大賞   | 該当作なし                               | 該当作なし               | 該当作なし         | 該当作なし     | 該当作なし                | 該当作なし |
| 第6回（2016年）  | 優秀賞 | 花を追え 仕立屋・琥珀と着物の迷宮        | 花を追え                 | 春坂咲月           |                | 2016年11月 ハヤカワ文庫JA |            |
| 第7回（2017年）  | 大賞   | 窓から見える最初のもの                   |                          | 村木美涼           | 2017年11月     |                           |            |
| 第7回（2017年）  | 優秀賞 | 殺生関白の蜘蛛                           | アラーネアの罠           | 日野真人           |                | 2017年11月 ハヤカワ文庫JA |            |
| 第8回（2018年）  | 大賞   | 入れ子の水は月に轢かれ                   |                          | オーガニックゆうき | 2018年11月     | 2022年4月 ハヤカワ文庫JA  |            |
| 第9回（2019年）  | 大賞   | 月の落とし子                             | 月よりの代弁者           | 穂波了             | 2019年11月     | 2021年10月 ハヤカワ文庫JA |            |
| 第9回（2019年）  | 大賞   | それ以上でも、それ以下でもない           |                          | 折輝真透           | 2019年11月     |                           |            |
| 第10回（2020年） | 大賞   | 地べたを旅立つ 掃除機探偵の推理と冒険    | 地べたを旅立つ           | そえだ信           | 2020年11月     | 2022年5月 ハヤカワ文庫JA  |            |
| 第10回（2020年） | 優秀賞 | ヴェルサイユ宮の聖殺人                   | ミゼレーレ・メイ・デウス | 宮園ありあ         | 2021年1月      | 2024年1月 ハヤカワ文庫JA  |            |
| 第11回（2021年） | 大賞   | 同志少女よ、敵を撃て                     |                          | 逢坂冬馬           | 2021年11月     | 2024年12月 ハヤカワ文庫JA |            |
| 第12回（2022年） | 大賞   | そして、よみがえる世界。                 |                          | 西式豊             | 2022年11月     |                           |            |
| 第13回（2023年） | 大賞   | 時の睡蓮を摘みに                         |                          | 葉山博子           | 2023年12月     |                           |            |
| 第13回（2023年） | 優秀賞 | 機工審査官テオ・アルベールと永久機関の夢 |                          | 小塚原旬           |                | 2023年12月 ハヤカワ文庫JA |            |
| 第14回（2024年） | 大賞   | マリアを運べ                             |                          | 睦月準也           | 2024年12月     |                           |            |
| 第15回（2025年） | 大賞   | 牝牛の海峡―ボスポラス                    |                          | 川瀬美保           | 2025年11月予定 |                           |            |

## その他の刊行作品
- 第3回最終候補作：丈武琉[注 3]『セオイ』（2013年10月 ハヤカワ文庫JA）
- 第10回最終候補作：矢庭優日[注 4]『エゴに捧げるトリック』[注 5]（2021年1月 ハヤカワ文庫JA）